# Axel Tallberg
Axel Tallberg, född 23 september 1860 i Gävle, död 8 januari 1928 i Solna, var en svensk grafiker, målare och skriftställare. 

## Biografi
Tallberg växte upp i Falun och efter avslutad skolgång studerade han vid Konstakademien 1879–1882 där Albert Theodor Gellerstedt undervisning i etsningskonsten gav honom ett livslångt intresse. De följande tolv åren vistades han utomlands med något enstaka kortare besök i Sverige. Han reste runt i Italien Frankrike, Spanien, Nordafrika och Tyskland 1883–1885. Under resorna utförde han landskapsmålningar i akvarell och studerade etsningar. Hans önskan att lära sig etsningskonsten från grunden resulterade i att han studerade vid konstakademien i  Düsseldorf 1885 och i England 1889–1895 för att där ytterligare förfina sina kunskaper om etsteknik. Det var emellertid besvärligt att vid den tiden lära sig etsningskonstens alla kemiska och tekniska metoder då de utövande konstnärerna var ovilliga att dela med sig av några kunskaper. Det var en inställning som Tallberg avskydde och själv kom han aldrig att dölja något för blivande konstnärer. I London fick han kontakt med Axel Herman Hägg och utförde på dennes uppmaning ett porträtt i etsning. Under sin vistelse i England bodde han största delen i Burnham vid Windsor och var tidvis verksam som konstlärare. Från London skrev han ett brev till Konstakademien 1893 där han motionerade om upprättande av en frikurs i etsning och därmed förbundna gravyrmetoder för Akademiens elever. Resultatet blev att den så kallade Tallbergska kursen startade i Konstakademien nya lokaler 1895. Den första årskursen finansierades till stor del av bidrag från Konstakademien, Föreningen för grafisk konst och Generalstabens litografiska anstalt. Efter den lyckosamma kursen 1895 blev anslagen från Konstakademien sporadiska och de kunde inte heller upplåta lokaler till Tallberg och hans kursverksamhet så hans undervisning i etsning de följande åren förde en tillfällighetsbetonad och osäker tillvaro i olika lokaler. Han fortsatte dock sin undervisning och fick ett stort antal elever till sina kurser huvudsakligen från konstakademien däribland Carl Larsson, Albert Engström, Ferdinand Boberg, prins Eugen och Anders Zorn. Han gav 1901 en kurs i etsning för medlemmarna i Konstnärsförbundet och åtskilliga senare namnkunniga svenska konstnärer sökte upp honom under dessa år för att lära sig etsningstekniker. Riksdagen beslöt 1908 att tillskjuta medel till en statlig etsnings- och gravyrskola vid Konstakademien och i mars 1909 startade den första etsningskursen med Tallberg som lärare och föreståndare för verksamheten. Han utnämndes till vice professor 1910 och kvarstod i denna tjänst fram till sin avgång 1926. Tallberg var praktiskt taget ensam lärare för en hel generation svenska grafiker.   
Tallberg var Falugrafikernas förebild och i viss mån läromästare. Han anses ha stor del i att grafiken fick högre status i Sverige. Hans egna blad är oftast etsningar och främst är han känd för sina porträtt, av bland andra Oscar II, Lev Tolstoj och Theodore Roosevelt. Dessutom finns det ett femtiotal blad med motiv från Gamla stan, Stockholm. Tallberg arbetade i flera olika etstekniker, som linjeetsning, crayonetsning, mezzotint, aquatint och någon gång i torrnålsradering. Han medverkade sparsamt i utställningar men var representerad vid Grafiska sällskapets retrospektiva utställning på Konstakademien 1911–1912 och samma förenings utställning på Malmö museum 1912 och han deltog med tio grafiska blad i Föreningen för Grafisk Konsts portföljer. 
Tallberg verkade som illustratör för både i svenska och utländska tidskrifter och grundade 1895 veckotidskriften Förgät-mig-ej. Som skriftställare utgav han några läroböcker bland annat Några ord om etsning 1912 som senare tryckes i nya utgåvor under andra titlar och Tallbergska kursen samt konstnärsmonografier över Knut Ander 1913 och Anders Zorn 1919. Han medverkade även som journalist och illustratör i tidningspressen samt korrespondent för den engelska tidningen The Studio. Som konstkritiker medverkade han i Nya Dagligt Allehanda och några mindre landsortstidningar.
Han var ledamot av Royal Society of Painter-Etchers samt av Royal Archaeological Institute, båda med säte i London. Tallberg är representerad vid bland annat Nationalmuseum i Stockholm, Göteborgs museum och Västerås konstförenings galleri. Han tilldelades medaljen Litteris et Artibus 1896.
Axel Tallberg var son till gjutmästaren Carl Erik Tallberg och Kristina Johansson och från 1900 gift med Greta Kristina Katarina Santonsson och far till Lizzie Tallberg. Han är begraven på Norra begravningsplatsen utanför Stockholm.

## Verk i urval
- Liktåg å romerska Campagnan 1884
- Vietri 1884
- Utsikt vid Prestnibble 1886
- Slottet Doune i Skottland 1887
- Engelsk landskyrka 1888
- Afton 1889
- Porträtt av A. H. Hägg 1889
- Skymning i bokskogen 1890
- Gammal man 1892–93
- En landsstrykare 1892–93
- Joe 1892–93
- En skoflickare 1892–93
- Ölprovet 1892
- Andante cantabile 1893
- En concrisseur 1893
- porträtt av Hertiginnan av York 1894
- Ett sockenråd 1895
- porträtt av Oscar II
- C. F. Adlercreutz 1897
- Topelius 1901
- Tolstoy 1901
- Bellman 1901
- Ibsen 1901
- slottet Bamborough i Northumberland 1905
- Presidenten Roosevelt 1906.